# Demografia Islandii
Demografia Islandii.
| (2006)                   | (2006)                          |
| ------------------------ | ------------------------------- |
| Liczba ludności          | 299 388                         |
| Ludność według wieku     |                                 |
| 0 – 14 lat               | 21,7%                           |
| 15 – 64 lat              | 66,5%                           |
| ponad 64 lata            | 11,7%                           |
| Wiek (mediana)           |                                 |
| W całej populacji        | 34,2 lat                        |
| Mężczyzn                 | 33,8 lat                        |
| Kobiet                   | 34,7 lat                        |
| Przyrost naturalny       | 0,692%                          |
| Współczynnik urodzeń     | 13,64 urodzin/1000 mieszkańców  |
| Współczynnik zgonów      | 6,72 zgonów/1000 mieszkańców    |
| Współczynnik migracji    | 1,74 migrantów/1000 mieszkańców |
| Ludność według płci      |                                 |
| przy narodzeniu          | 1,04 mężczyzn/kobietę           |
| poniżej 15 lat           | 1,03 mężczyzn/kobietę           |
| 15 – 64 lat              | 1,03 mężczyzn/kobietę           |
| powyżej 64 lat           | 0,82 mężczyzn/kobietę           |
| Umieralność noworodków   |                                 |
| W całej populacji        | 3,29 śmiertelnych/1000 żywych   |
| płci męskiej             | 3,43 śmiertelnych/1000 żywych   |
| płci żeńskiej            | 3,14 śmiertelnych/1000 żywych   |
| Oczekiwana długość życia |                                 |
| W całej populacji        | 80,31 lat                       |
| Mężczyzn                 | 78,23 lat                       |
| Kobiet                   | 82,48 lat                       |
| Rozrodczość              | 1,92 urodzin/kobietę            |

Religie:

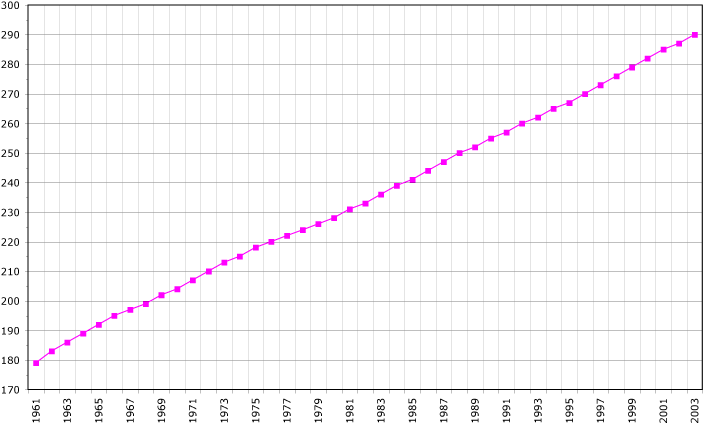
Ludność Islandii

luteranie 87.1%, inni protestanci 4.1%, rzymscy katolicy 1.7%, Ásatrú 0.3%, inne lub żadna 7.1%.
Języki:
islandzki (urzędowy)